# Лаша Джакобія
Ла́ша Гієвич Джако́бія (груз. ლაშა გიას ძე ჯაკობია; 20 серпня 1980, Тбілісі, Грузинська РСР, СРСР) — грузинський футболіст, нападник.

## Кар'єра

### Клубний
Почав займатися футболом у клубі «Маїсі», куди його взяли тренери, які ходили по школах і набирали молодих хлопців до клубу. Разом з ним взяли Владімір Бурдулі і Зураб Хізанішвілі. 9 років вони разом тренувалися, дружили сім'ями, а потім їхні шляхи розійшлися. Контрактів тоді не пропонували, адже це був непрофесійний футбол.
Його запросили в юнацьку збірну Грузії до 16 років на виїзний відбірковий матч з однолітками з Греції. Там його і помітив Роже Анготе, відомий агент, з яким Джакобія став підтримувати дружні стосунки. Саме він і запропонував його кандидатуру менеджерам бельгійського «Стандарда».
Незважаючи на складнощі у спілкуванні й період адаптації, дебют видався більш ніж вдалий. Молодий нападник відразу привернув до себе увагу непоганою технікою і голами за другу команду льєзького «Стандарда». З 18 років тренувався з першою командою, зіграв три-чотири матчі. Однак висока конкуренція і низка травм завадили закріпитися в складі.
Після першої операції його здали в оренду клубу «Візе». В цій команді Джакобія знову почав забивати (14 м'ячів у стількох же матчах). Незабаром він прийняв запрошення від «Алста», команди вищого бельгійського дивізіону. На першому ж тренуванні знову порвав м'яз (травма, якої зазнав ще в складі «Стандарда»). У підсумку — друга операція і вимушений відпочинок протягом шести місяців. Потім почав грати, зіграв кілька матчів і навіть забив «Генку», після чого знову порвав приводний м'яз і ще змушений був витратити десять місяців на лікування.

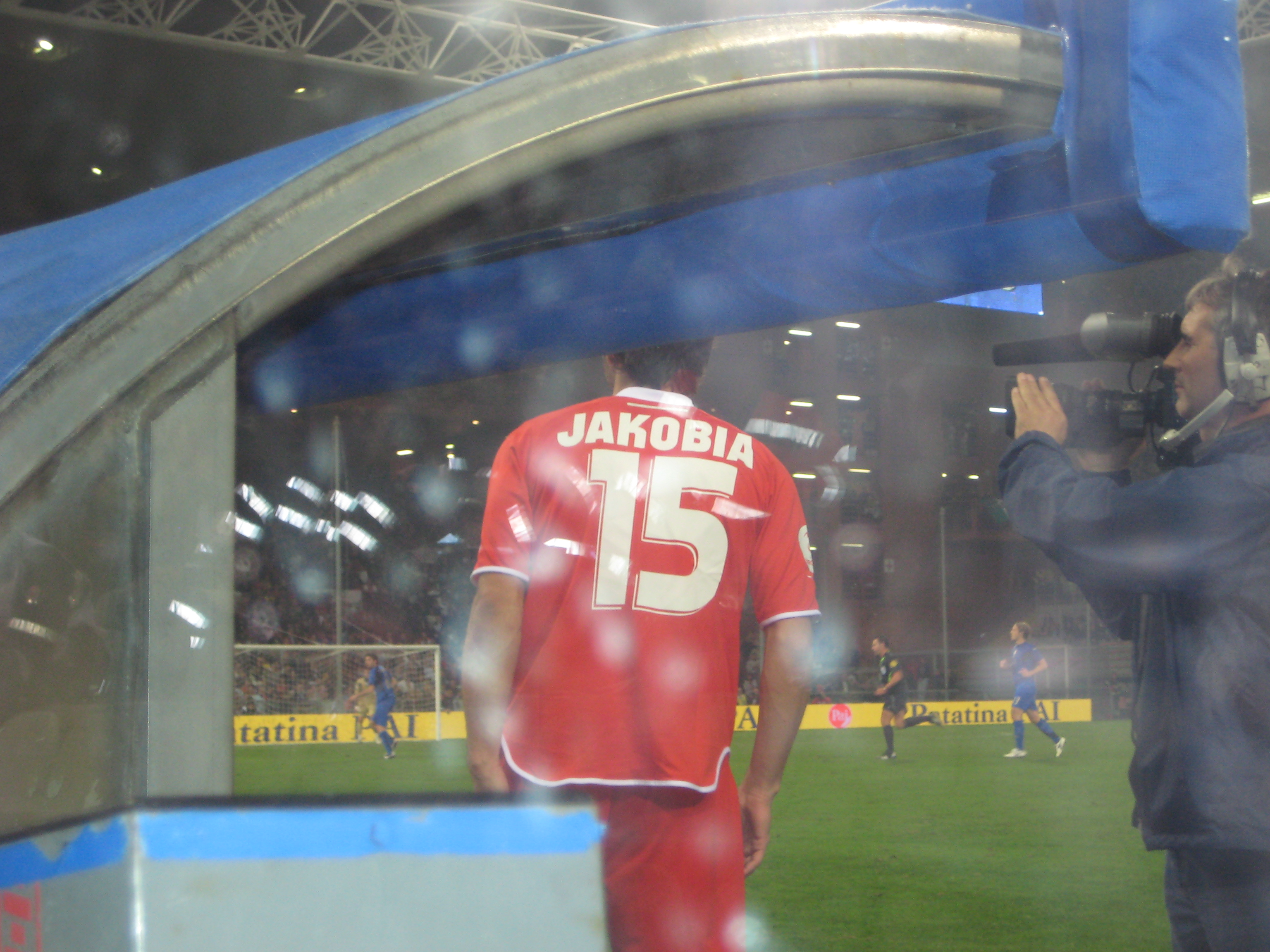
Лаша Джакобія у складі збірної Грузії. 2007 рік

Агент Роже Анготе домігся передачі прав на гравця французькому «Парі Сен-Жермену», де його сподівалися зберегти для великого футболу. Відновлюватися Джакобію направили в фарм-клуб ПСЖ — «Льєж», де він не грав, а лише лікувався.
Лікувався від хронічної травми в Парижі, Страсбургу, Барселоні. Представники «ПСЖ» говорили, щоб Лаша грав поки в «Льєжі», а потім би його взяли в «ПСЖ». Але через травми він не зіграв за цей клуб жодного матчу.
З 2002 по 2003 рік на правах оренди грав на Батьківщині за «Динамо» з Тбілісі та «Тбілісі». Після трьох з половиною років операцій і наступних відновлювальних періодів заграти було важко. Лаша трудився на тренуваннях крізь легку біль, поки не з'являлася біль гостра.
Чергова оренда, цього разу в грецький ПАС із міста Яніна, подарувала нападаючому надію. Після двомісячного перебування в Греції Джакобія відправився на перегляд в харківський «Металіст», де тренером був Геннадій Литовченко. Грузинського форварда переглядали три тижні і вирішили залишити в команді. Геннадій Володимирович дав йому другий шанс у футболі. В харківській команді протягом двох сезонів був основним нападником, зігравши за цей час 44 матчі, в яких забив 9 голів.
У сезоні 2006/07 виступав на правах оренди в київському «Арсеналу». У складі «гармашів» провів 16 матчів, забив 4 м'ячі. У наступному сезоні знову став виступати за «Металіст», але за півроку провів усього 4 гри, після чого ще півроку грав на правах оренди за «Ворсклу», проте грав лише в молодіжній команді.
Першу половину сезону 2008/09 почав у «Металісті», але за основну команду не зіграв жодного матчу, тому взимку був знову відданий в оренду київським «канонірам». 26 вересня 2009 року після матчу в чемпіонаті України проти запорізького «Металурга» (1:2) у Джакобії було взято пробу «А» на допінг, яка дала позитивний результат. За словами першого заступника голови спортивно-медичного комітету ФФУ В'ячеслава Попова, від розтину проби «Б» Джакобія відмовився, зізнавшись, що, перебуваючи під час відпустки в Грузії, пив вино, в яке було підмішано психотропну речовину метадон. Таким чином футболіст, за його власним твердженням, намагався зняти стрес, викликаний великими сімейними проблемами: протягом короткого часу в нього померли кілька родичів.
З урахуванням щиросердного зізнання Джакобії і його згоди співпрацювати з органами федерації, які розслідували обставини застосування допінгу, дискваліфікація була скорочена вдвічі з року до 6 місяців.
2011 року грав за «Спартак-Цхінвалі», а влітку підписав контракт з першоліговим «Закарпаттям», з яким в першому ж сезоні виграв першу лігу, забивши в 23 іграх 10 голів.

### У збірній
Перший виклик в збірну Грузії отримав 18 серпня 2004 на матч проти збірної Молдови. Всього зіграв 13 матчів і забив 1 гол.

## Приватне життя
Лаша пішов по стопах свого батька Гії Джакобії, який грав у «Динамо» з Тбілісі.